# ВДВ (роман)
«ВДВ» (1982) — дитячий фентезійний роман валійського письменника Роальда Дала про дивовижні пригоди дівчинки Софії та Великого Дружнього Велетня (ВДВ).

## Персонажі
- Софія — головна героїня повісті.
- Англійська королева.
- Мері, покоївка королеви.
- Містер Тибс, дворецький
- Головнокомандувач армії.
- Головнокомандувач військово-повітряних сил.

Дев'ять велетнів:
- Костохруст (англ. Bonecruncher)
- Досмертістискач (англ. Manhugger)
- Дітопожирач (англ. Childchewer)
- Дівчатокчавчав (англ. Maidmasher)
- Кровопопивач (англ. Bloodbottler)
- Різниченко (англ. Butcher boy)
- Тілогриз (англ. Fleshlumpeater)
- М'ясопоглинач (англ. Meatdripper)
- Угорлоковтач (англ. Gizzardgulper)
- Великий Дружній Велетень

## Сюжет
Дівчинка Софія мешкає в сирітському притулку. Однієї ночі її викрадає семиметровий велетень та відносить в свою країну. Великий дружній Велетень виявляється дружнім до Софії та людей, проте інші велетні, які живуть поруч, щоночі поїдають маленьких дітей по всьому світу. Софія та ВДВ вирішують втілити один надзвичайно сміливий план, який має порятувати людей від почварних велетнів-людожерів.

## Екранізації
Уперше книгу екранізував режисер Браян Косгроув 1989 року. У 2016-му вийшов фільм «Великий дружній велетень» від режисера Стівена Спілберга. Наприкінці 2018 року канал Netflix заявив про розробку мультсеріалу на за мотивами книг Роальда Дала.